# Manfred Barth (Bogenschütze)
Manfred Barth (* 31. Juli 1945 in Hamburg) ist ein deutscher Bogenschütze.
Barth, der bereits 1975 im erweiterten Olympiakader stand, trat bei den Olympischen Spielen 1988 in Seoul an und wurde im Einzel 54., mit der Mannschaft erreichte er den 18. Rang. Bei dem vorolympischen Wettkampf im Jahr 1987 wurde er Fünfter.
Barth, der früher beim Verein Germania Schnelsen Fußball spielte und beim Unternehmen Rotring beschäftigt war, startete für die Hamburger Bogenschützen-Gilde.
1987 wurde Barth Doppel-Vizeeuropameister in der Halle – im Einzel und mit der Mannschaft, mit der er diesen Erfolg zwei Jahre später wiederholen konnte. Nationale Erfolge waren ein dritter Platz bei den Deutschen Meisterschaften 1976, ein zweiter 1983 sowie der Titel 1987, den er 1989 erneut erringen konnte. 1990 schließlich wurde er nochmals Zweiter.